# Catherine Johnson
Catherine Johnson, född 14 oktober 1957 i Suffolk, England, är en brittisk manusförfattare som lever och verkar i Bristol. Hon tillfrågades 1997 om hon ville skriva manus till Mamma Mia!. Hon har även i Bristol skrivit manus till Rag Doll, Too Much Too Young samt till TV-produktionerna Casualty, Byker Grove m.fl.
Hon växte upp i Wickwar i Gloucestershire.